# Río Lules
Río Lules är ett vattendrag i Argentina.   Det ligger i provinsen Tucumán, i den norra delen av landet, 1 100 km nordväst om huvudstaden Buenos Aires.
Omgivningarna runt Río Lules är en mosaik av jordbruksmark och naturlig växtlighet. Runt Río Lules är det ganska glesbefolkat, med 28 invånare per kvadratkilometer.